# Jalen Pokorn
Jalen Pokorn (Kranj, 7 giugno 1979) è un ex calciatore sloveno, di ruolo centrocampista.

## Carriera

### Club
Ha giocato nella prima divisione slovena, in quella israeliana ed in quella lituana.

## Palmarès

### Club

#### Competizioni nazionali
- Coppa di Slovenia: 2

Olimpia Lubiana: 1999-2000, 2002-2003